# Балтачево (Азнакаевский район)
Балта́чево (тат. Балтач) — село в Азнакаевском районе Республики Татарстан. Административный центр и единственный населённый пункт Балтачевского сельского поселения.

## География
Село расположено в Восточном Закамье на реке Стярле, в 5,1 км к юго-западу от города Азнакаево.

## История
Балтачево (Кипчак) — селение ясачных татар и башкир-вотчинников Юрмийской волости.
Первоначальное название селения — «Деревня новопоселенная Кипчак». Основано в первой половине XVIII века Балтачем Уразметевым и другими ясачными татарами Тойкиной сотни Зюрейской даруги Казанского уезда.
По материалам третьей ревизии (1762 год), в деревне "Болтасево, Кипчак тож" были учтены 105 мужчин ясачных татар, другой ревизской книгой в деревне Балтачево — 6 ревизских душ тептярей, входивших в команду старшины Абдулкарима Бялтина.
По четвёртой ревизии (1782 год), материалы которой сохранились не полностью, в деревне Болтачево, что на речке Стерлибаше; Болтачево, что на речке Стерлибаше, Купчаково тож; Балтачево, Кипчат тож проживали соответственно 18, 14 и 6 (всего 38) ревизских душ служилых татар, приписанных к Адмиралтейству. Также другой ревизской книгой в деревне Болтасева зафиксировано проживание 10 ревизских душ тептярей.
В 1816 году в селе проживали 33 ревизские души ясачных татар, 67 — служилых татар. «Да в оной же деревне под названием деревни Уразаевой, Тигермень Елги, Вершины речки Стерла тож» 39 ревизских душ ясачных татар. В 1834 году — 3 ревизские души тептярей, припущенных «жителями деревни в муллинском звании».
В «Списке населенных мест по сведениям 1859 года», изданном в 1864 году, населённый пункт упомянут как казённая и башкирская деревня Болтачева 4-го стана Бугульминского уезда Самарской губернии. Располагалась при речке Стерле, по левую сторону почтового тракта из Бугульмы в Уфу, в 30 верстах от уездного города Бугульмы и в 30 верстах от становой квартиры в казённом селе Ефановка (Крым-Сарай, Орловка, Хуторское). В деревне в 84 дворах жили 566 человек (260 мужчин и 306 женщин). Была мечеть.
По сведениям 1897 года, в деревне Болтачево Бугульминского уезда Самарской губернии проживал 1031 житель.

## Население
| 1762 | 1859 | 1897 | 1920 | 1926 | 1938 | 1949 | 1958 | 1970 | 1979 | 1989 | 2002 | 2010 | 2015 |
| ---- | ---- | ---- | ---- | ---- | ---- | ---- | ---- | ---- | ---- | ---- | ---- | ---- | ---- |
| 111  | 566  | 1031 | 1363 | 1148 | 1133 | 712  | 514  | 596  | 478  | 459  | 472  | 503  | 525  |

Национальный состав
Согласно результатам переписи 2002 года, в национальной структуре населения татары составили 93 %.

## Инфраструктура
В селе действуют отделение почтовой связи, торговые объекты.

## Религия
В селе в 2007 году была построена мечеть.

### Комментарии
1. ↑  Расстояние измерено при помощи инструментария Яндекс.Карты
2. ↑  ревизских душ